# Ali El-Said
Ali Mohammed El-Kaf El-Said (15 de junho de 1906 - morreu em data desconhecida) foi um futebolista egípcio, que atuava como defensor. 

## Carreira
Ele competiu na Copa do Mundo FIFA de 1934, sediada na Itália, na qual a seleção de seu país terminou na décima terceira colocação dentre os 16 participantes.